# Rosario García Ortega
Rosario García Ortega, también conocida como Charo García Ortega (Buenos Aires, Argentina, 1911-Madrid, 1994), fue una actriz española.

## Biografía
Hija de los actores Francisco García Ortega y Josefina Nestosa y hermana de Luis y Margarita García Ortega. Dedicada desde muy joven a la interpretación, su carrera profesional comienza en la década de 1920. En 1929 ya actuaba en los grandes teatros de Madrid y estrenaba en España Alicia sienta la cabeza, de James Matthew Barrie, en traducción de Gregorio Martínez Sierra y junto a Catalina Bárcena, una de las actrices más destacada del panorama teatral español del momento. En la década de 1930 puede destacarse su participación en Los hermanos de Betania (1935), con la compañía de María Guerrero López y Fernando Díaz de Mendoza y Guerrero.
Tras la guerra civil española, forma compañía con García León y realiza una gira por Latinoamérica, donde pone en escena entre otras obras En mi casa mando yo (1944), de Antonio López Monís y Peña. Un año después, de regreso a España, forma compañía con Carlos Díaz de Mendoza y llevan a los escenarios, entre otras piezas, Humo (1945), de Joaquín Romero Marchent, La pura mentira (1945), de Araceli de Silva o Lo que hablan las mujeres (1949), de los Hermanos Álvarez Quintero.
En 1950 debuta en el cine con la película Pequeñeces, de Juan de Orduña y durante una década centra su actividad en la gran pantalla, interviniendo en más de 20 títulos, entre los que pueden mencionarse Agustina de Aragón (1950), Cómicos (1954) de Juan Antonio Bardem, Recluta con niño (1956) o El hereje (1958). Después de 1962 solo intervino muy puntualmente en cine con títulos como La Regenta (1975), Tiempo de silencio (1986) o La casa de Bernarda Alba (1987).
De vuelta a los escenarios, sobre las tablas del Teatro María Guerrero, interpreta bajo la dirección de José Luis Alonso y junto a figuras como José Bódalo, Antonio Ferrandis y Amelia de la Torre Eloísa está debajo de un almendro (1961), de Enrique Jardiel Poncela; Soledad (1962), de Miguel de Unamuno; Juana de Lorena (1962), de Maxwell Anderson; Los caciques (1962), de Carlos Arniches; El jardín de los cerezos (1963), de Chéjov; Los verdes campos del Edén (1964), de Antonio Gala; El proceso del arzobispo Carranza (1964), de Joaquín Calvo Sotelo; Homenaje (1978), de Bernard Slade.
En 1965 deja la compañía del María Guerrero, pero continua su carrera teatral por más de 25 años, con obras como Los físicos (1965), de Friedrich Dürrenmatt, con Narciso Ibáñez Menta; ¡Quiero ver a Miusov! (1966), de Valentin Cataviev, junto a Antonio Casal; Mala semilla (1966), de Maxwell Anderson; El caballo desvanecido (1967), de Françoise Sagan; El alma se serena (1968), de Juan José Alonso Millán; Milagro en Londres (1972), de José María Bellido; Se vuelve a llevar la guerra larga (1974), de Juan José Alonso Millán; ¿Por qué corres, Ulises? (1974), de Antonio Gala; La venganza de la Petra (1979), de Carlos Arniches; Luces de Bohemia (1984), de Valle-Inclán o La doncella, el marinero y el estudiante (1985), de García Lorca.
En las décadas de 1960 y 1970 también realizó incursiones en televisión para espacios como Estudio 1, Novela o Al filo de lo imposible.

## Premios
Medallas del Círculo de Escritores Cinematográficos
| Año  | Categoría               | Película  | Resultado |
| ---- | ----------------------- | --------- | --------- |
| 1956 | Mejor actriz secundaria | La espera | Ganadora  |